# Xian de Baishui
Le xian de Baishui (白水县 ; pinyin : Báishuǐ Xiàn) est un district administratif de la province du Shaanxi en Chine. Il est placé sous la juridiction de la ville-préfecture de Weinan.

## Démographie
La population du district était de 271 991 habitants en 1999.

## Monuments
- Tombeau de Cang Jie